# アブラハム・H・タアブ
アブラハム・H・タアブ（Abraham Haskel Taub、1911年2月1日 - 1999年8月9日）は、アメリカ合衆国の数学者・物理学者。

## 略歴
1911年2月1日、シカゴに生れる。1927年、シカゴ大学に入学し、数学を学ぶ。1931年に卒業後はプリンストン大学に進学し、1935年に宇宙論についての論文で学位を取得。その後は、ワシントン大学の助教授となる。第二次世界大戦中は全米研究評議会で研究を行い、戦争が終わるとプリンストンに戻る。その後イリノイ大学でコンピュータの研究も行ったが、1967年にカリフォルニア大学バークレー校で数学の教授となる。1978年、退職し名誉教授となるも、研究を続ける。1999年8月9日、病死。88歳。

## 家族
1933年に大学時代恋人であったCecilia Vaslow Taubと結婚し、3人の子供を儲けた。死去した際には孫が1人いた。